# بو صفري (بني بلعيز)
بو صفري هو دُوَّار يقع بجماعة إجرماواس، إقليم الدريوش، جهة الشرق في المملكة المغربية. ينتمي الدوّار لمشيخة بني بلعيز التي تضم 20 دواوير. يقدر عدد سكانه بـ 174 نسمة حسب الإحصاء الرسمي للسكان والسكنى لسنة 2004.

## روابط خارجية
- البوابة الوطنية للجماعات الترابية نسخة محفوظة 12 مارس 2018 على موقع واي باك مشين.
- المندوبية السامية للتخطيط